# 東京帝国大学航空学調査委員会
東京帝国大学航空学調査委員会（とうきょうていこくだいがくこうくうがくちょうさいいんかい）は、かつて存在した委員会で、東京帝国大学（現東京大学）が航空機の基礎的学理に関する研究所（東京大学航空研究所）を設立するために創設した。

## 概要
1910年代（大正時代初期）、日本の航空技術及び研究体制は軍民とも貧弱であり、機械工学科では蒸気機関の研究が中心で内燃機関はまだ興味を持たれ始めたところで、航空エンジンどころか自動車エンジンの教材も無かった。流体関係では水ポンプや水車に関する水力学はあったが、飛行機の翼に関するものは無かった。発展に置いて行かれることに気づき、独立した研究機関を建設すべきとなった。東京帝国大学から建議書が文部省に提出され、1916年（大正5年）に通過し、東大内に航空学調査委員会という組織が設けられた。
最初の委員長は田中舘愛橘で、田丸卓郎、井口在屋、横田成年、寺田寅彦、栖原豊太郎、木戸小六が委員として参加した。委員会は実験も行い、初めに飛行機エンジン（ルノー製8気筒V型空冷70馬力）を稼働させたところ、大学構内だけでなく近所にも響き、施設を市街地外に持っていく必要性が認識されるようになった。後の1917年9月から11月にかけて、同大機械科の卒業生から富塚清が当委員会に就職し働いている。
調査委員会の役割は、航空学の講座及び研究所の創立準備であるが、若干の研究も行った。その中で最も大規模なものは富士山頂（高所）での性能の違いに関する研究である。当時は他国と違い、高空試験装置を持っていなかったので、1917年（大正6年）7月に富士山頂実験を実施した。エンジンと動力測定装置を3700m台まで分解して運搬し、ほとんどが高山病にかかる困難の中、実験をしたが、高度が不足して世界に誇示できる新たな発見はなかったという。
1916年頃から航空研究所の場所選びが進められていたようであり、1917年夏には深川区越中島の工業試験所の並びの水産講習所の地で埋立工事が行われていた。市街地から150mほど離れた埋立地で、敷地面積は4,000坪（1.3ha）ほどで近くに洲崎飛行場があった。海岸すぐ近くで水上機の試験もしやすい場所であった。
1917年9月30日夜から10月1日にかけての東京湾台風で、航空研究所予定地は高波に流され、元の海浜に戻ってしまったが、土地造成は続けられた（1918年秋に第1期工事が完成）。東大航空の管制が発令され、1918年（大正7年）4月、東京帝国大学航空研究所が大学に付属する形で設立された。